# Tetracladium breve
Tetracladium breve är en svampart som beskrevs av A. Roldán 1989. Tetracladium breve ingår i släktet Tetracladium, ordningen disksvampar, klassen Leotiomycetes, divisionen sporsäcksvampar och riket svampar.   Inga underarter finns listade i Catalogue of Life.